# بريان مينتو
بريان مينتو (بالإنجليزية: Brian Minto)‏ مواليد 27 يناير 1975 في بنسيلفانيا، الولايات المتحدة، هو ملاكم أمريكي يصنف ضمن فئة الوزن الثقيل بدأ مسيرته الاحترافية سنة 2005 حيث انتصر في نزاله الأول.

## المسيرة الاحترافية
من نزالاته:
- خسر أمام مايكل سبروت (2013/11/14).
- خسر أمام لوان كراسنيكي (2007/03/17).
- انتصر على إكسيل شولتس بالضربة الفنية القاضية (2006/11/25).

## إحصائيات
خاض خلال مسيرته 52 نزالا، فاز في 41 وخسر في 11. فاز بالضربة القاضية في 26 نزالا.

## روابط خارجية
- بريان مينتو على موقع بوكس ريك (الإنجليزية) (registration required)